# Mădălina Manole
Mădălina Manole, pe numele ei real Anca Magdalena Mircea, anterior Magdalena-Anca Manole, (n. 14 iulie 1967, Vălenii de Munte, România – d. 14 iulie 2010, Otopeni, Ilfov, România) a fost o cântăreață, compozitoare și instrumentistă română.

## Biografie

### Anii copilăriei. Ucenicia și studiile (1967 – 1987)
Magdalena-Anca Manole s-a născut la data de 14 iulie 1967 în orașul prahovean Vălenii de Munte, fiind primul copil al cuplului format din Ion și Eugenia Manole; la un an distanță se naște Marian, singurul frate al Mădălinei. Interpreta a moștenit pasiunea pentru muzică de la mama sa, care cânta muzică populară. În copilărie, fiind dornică să cunoască tainele chitarei, tânăra artistă ia lecții de la Ana Tetelea Ionescu, o cântăreață de muzică folk din Ploiești. La vârsta de cincisprezece ani devine membră a Cenaclului Tineretului prahovean, condus la vremea respectivă de poetul Lucian Avramescu. Concomitent, Mădălina Manole și-a continuat studiile frecventând cursurile Liceului de Chimie din Ploiești, pe care l-a absolvit ulterior. De asemenea, Mădălina Manole a terminat Școala de controlori trafic aerian Băneasa și a lucrat timp de 4 ani în acest domeniu.
În adolescență tânăra interpretă, vrând să se afirme în planul muzical, formează împreună cu Ștefania Ghiță duetul Alfa și Beta, cu care participă la spectacolele Cenaclului Flacăra. De asemenea, Mădălina Manole devine cea mai tânără membră participantă a Cenaclului Serbările Scânteii Tineretului și concomitent colaborează cu diverși interpreți precum Victor Socaciu sau Roșu și Negru. Între anii 1982 și 1985 cântăreața urmează cursurile Școlii Populare de Artă, făcând parte din grupul care i-a avut ca mentori pe Mihaela Runceanu și Ionel Tudor. La finele anilor 1980 Dan Ștefănică îi încredințează piesa „Pentru noi nu poate fi alt cer”, care figurează pe coloana sonoră a filmului „Nelu”, în regia lui Dorin Doroftei. Cu această ocazie, interpreta joacă și primul rol într-un film.

### Debutul și succesul discografic (1988 – 1996)
În anul 1988 Mădălina Manole îl întâlnește pe Șerban Georgescu prin intermediul lui Costin Diaconescu, un vechi amic care lucra la Radio România. Cei doi artiști colaborează la scurt timp, iar Manole participă în același an la Festivalul de Muzică Ușoară Mamaia cu piesa „Un om sentimental”, compusă de compozitorul Șerban Georgescu pe versurile Roxanei Popescu. Deși obține doar o mențiune, conlucrarea celor doi avea să poarte un rol important în cariera interpretei. La finele anilor 1980 interpreta a participat, alături de Mihaela Runceanu și Laura Stoica, la un turneu susținut în Ardeal, care a avut ca scop strângerea de fonduri în vederea revitalizării financiare a Teatrului de Stat din Oradea. În 1989 cântăreața urcă pe scena festivalului de la Amara, gală pe care avea să o îndrăgească pe parcursul carierei sale profesioniste, revenind de două ori în cadrul ceremoniei ialomițene.
Începând cu 1990 Manole a susținut recitaluri în diferite regiuni din România, iar un an mai târziu una dintre piesele sale, compusă de Georgescu și intitulată „Fată dragă”, câștiga popularitate la posturile radio din țară și avea să devină „compoziția de semnătură” a artistei. Notorietatea sa fiind în creștere, interpreta a semnat un contract de management cu Electrecord, iar primul său album de studio a fost lansat în 1991 sub egida acestei companii. Concomitent avea loc lansarea primului fan-club dedicat interpretei, care era condus de studenții Ciprian Antochi și Claudia Panaite, iar în 1992 erau deschise noi filiale în diverse regiuni ale țării. La vremea respectivă Manole începea să susțină o serie de concerte în fața diasporei române din Statele Unite, Canada, Austria, Belgia, Germania și Franța.
Având în vedere succesul comercial al discului Fată dragă, care era consemnat la vremea respectivă de revista Billboard, Manole a hotorât să imprime un nou album de studio în anul 1993. Materialul discografic, intitulat Ei și ce?, conține opt piese în stilul folk-rock, majoritatea compozițiilor fiind create de Șerban Georgescu. Albumul s-a bucurat de succes în România, iar postul radio Contact o desemna pe Mădălina „Cea mai bună artistă pop”. Revista  Salut o declara ca fiind cel mai bine vândut artist Electrecord pentru perioada iulie 1993 - iulie 1994, cu peste 48.000 de unități vândute pe casetă și disc, artistul de pe locul doi, Anastasia Lazariuc vânzând 13.000 de unități în aceeași perioadă.
În anul 1994 are loc oficializarea relației amoroase dintre interpretă și partenerul său de viață, compozitorul Șerban Georgescu. La vremea respectivă mariajul celor doi era pus sub semnul întrebării de către presă și fanii cântăreței deopotrivă, Manole fiind acuzată că avea interese materiale să se căsătorească cu Georgescu; de asemenea, diferența de vârstă dintre cei doi era unul dintre motivele care stârnise consternarea publicului.
În anul 1995, cântă la București în deschiderea concertului Whigfield iar, un an mai târziu, în deschiderea concertului susținut de formația Los del Rio.

### Anii 1997 – 2003
În anul 1997, lansează albumul „Lină, lină Mădălină”, moment în care înregistrează două premiere notabile. Mădălina Manole devine primul nume al muzicii pop românești care intră în catalogul unui mare producător muzical internațional – Polygram Group (prin Zone Records România). Cea de-a doua premieră marcată prin acest album este faptul că Mădălina Manole este prima artistă de muzică pop care are curajul să interpreteze folclor autentic, în manieră originală, cu o orchestră de muzică populară condusă de Dorel Manea. Pe album se regăsesc piese de la Maria Tănase, Maria Lătărețu, Ileana Sărăroiu, Lucreția Ciobanu, Mioara Velicu.
În anul 1997, prezintă alături de Octavian Ursulescu ediția aniversară a Festivalului Internațional „Cerbul de Aur” de la Teatrul Dramatic Brașov.
Mădălina Manole este aleasă de concernul internațional Procter&Gamble pentru ca imaginea ei să fie folosită la lansarea în România a unui produs cosmetic ocazie cu care se alege cu porecla „fata cu părul de foc”, aluzie la culoarea părului în lumina reflectoarelor.
În 1997, ia ființă Asociația Culturală Mădălina Manole cu caracter cultural și umanitar.
Mădălina Manole este invitată în cele mai importante emisiuni de televiziune și radio, iar numele ei ține capul de afiș alături de artiști consacrați ai divertismentului românesc. Susține sute de spectacole organizate în România de impresari importanți ai momentului. "Îmi aduc aminte că eram plecată cel puțin 20 de zile din 30, cât are o lună! Tot timpul făceam și desfăceam valizele, îmi era tare dor de patul de acasă, dar sălile arhipline și zecile de buchete de flori pe care le primeam, bucuria de pe chipurile oamenilor atunci când mă vedeau în carne și oase pe străzile din orașul lor, păpușile pe care mi le aduceau copii la fiecare spectacol, autografele și scrisorile primite de la fani, melodiile cântate de ei vers cu vers, toate astea m-au făcut să uit de lucrurile mai puțin plăcute din viața mea de artist, dorul de cei dragi de acasă, articolele din presa de scandal, renunțările, sacrificiile, dieta normală a unui artist…”, a declarat Mădălina Manole.
În anul 2000, obține distincții pentru cea mai bună interpretă pop și cea mai bună voce feminină a anului la Premiile Radio România și respectiv, Premiile Industriei Muzicale din România.
În 2000, albumul „Dulce de tot” este apreciat ca cel mai bun album pop de către Radio România Actualități.
Pe 22 mai 2003, Mădălina lansează albumul "A fost (va fi) iubire", cel de-al 8-lea album. "Pentru că în viețile noastre ale tuturor a fost iubire, există iubire și va fi iubire, fără iubire nu se poate. Este albumul cu numărul 8 din cariera mea, la toate țin foarte foarte mult, dar acesta este puțin mai special, pentru că toate cele 10 melodii sunt compuse de mine. Deci muzica este a mea, iar versurile toate sunt ale Roxanei Popescu și atunci emoțiile sunt puțin mai mari pentru că este un album mai special pentru că am muncit mult mai mult la el decât la celelalte. Există o coincidență, cred eu fericită, anul acesta se fac 15 ani de la debut. [...] Sper din tot sufletul meu că fiecare dintre dumneavoastră, dintre voi, cei care veți apuca să ascultați  albumul, vă veți regăsi în 1,2,3 melodii din albumul ăsta.", a declarat Mădălina Manole într-un interviu.

### Ultimii ani de activitate (2004 – 2010)
Mădălina a fost căsătorită cu compozitorul Șerban Georgescu, cu 15 ani mai în vârstă decât ea. După divorț, Mădălina Manole a declarat că „erau momente din zi în care îl adoram și alte momente în care l-aș fi împușcat”.
În 8 iunie 2009 cântareața Mădălina Manole a devenit mamă. Vedeta în vârstă de aproape 42 de ani a adus pe lume un băiețel de 2.600 g și 56 cm, cu două săptămâni mai devreme decât trebuia.
Bebelușul Mădălinei Manole a venit pe lume, în jurul orei 13.00, la Maternitatea Giulești din capitală.
La începutul lunii octombrie 2009, „Fata cu părul de foc” s-a căsătorit cu iubitul ei Petru Mircea și l-a botezat pe fiul ei Petru Jr.
Pe data de 19 februarie 2010, Mădălina Manole lansează un nou album. Materialul discografic se intitulează „0 9 Mădălina Manole” și reprezintă cel de-al 9-lea album al artistei.
În timpul în care lucra la album, Mădălina Manole s-a îmbolnăvit, din cauza oboselii acumulate.

### Depresia, tentative de suicid și moartea
Mădălina Manole suferea de depresie după nașterea băiatului ei și, în 2010, a avut trei tentative eșuate de suicid.Ea a decedat în 14 iulie 2010, chiar în ziua în care a împlinit 43 de ani. Cântăreața a fost găsită decedată în locuința ei de pe strada Griviței din Otopeni. I.N.M.L a stabilit că Mădălina s-a sinucis înghițind un pesticid foarte toxic numit Carbofuradan (cunoscut sub numele de Furadan) iar decesul a survenit în câteva minute. Incidentul s-a petrecut la câteva ore după ce artista a părăsit un studiou unde a efectuat o repetiție muzicală și după ce a trimis un mesaj de adio prin SMS.
Sicriul cu corpul neînsuflețit al acesteia a fost expus la Casa Radio din București și apoi la Casa de Cultură a Sindicatelor din Ploiești.
După moartea sa, în 2012, Mădălina Manole primește post-mortem, titlul de "Cetățean de onoare" al municipiului Ploiești de către primarul Andrei Volosevici.

## Discografie

### Piese din repertoriul propriu
| AN                        | DENUMIRE                           | VERSURI                                     | MUZICA                              | MENTIUNI |
| 1987                      | Pentru noi doi nu poate fi alt cer | Eugen Rotaru                                | Dan Ștefănică                       | Apare pe coloana sonora a filmului "Nelu" |
| 22.03.1988                | Dragoste de-o viață                | Aurel Storin                                | Dan Beizadea                        | Marian Spînoche - voce, Mădălina Manole - voce |
| 25.06.1988                | Cântec de pace                     |                                             |                                     | Repertoriu international (Nicole - Ein bisschen Frieden) |
| 27.07.1988                | Cânt și frumusețe                  | Eugen Sitcai                                | Șerban Georgescu                    | |
| 28.08.1988                | Asta e doar viața                  | Roxana Popescu                              | Șerban Georgescu                    | Apare pe albumul de debut "FATA DRAGA" lansat in 1991 |
| 03.09.1988                | Un om sentimental                  | Roxana Popescu                              | Șerban Georgescu                    | Live la MAMAIA 88 (apare pe ST-EDE 03434 ) |
| 14.10.1988                | E doar un joc (Nu mai sta suparat) | George Țărnea                               | Șerban Georgescu                    | Apare pe albumul de debut "FATA DRAGA" lansat in 1991 |
| 15.11.1988                | Un om sentimental                  | Roxana Popescu                              | Șerban Georgescu                    | Apare pe ST-EDE 03553 |
| 17.11.1988                | Noi vom cânta                      |                                             | Dinu Giurgiu                        | Dana Bartzer, Elena Cârstea, Mădălina Manole, Bogdan Bradu - voce |
| 1989                      | Toamna în Cișmigiu                 | Constantinescu Nicusor si Vladoianu Nicolae | Ion Vasilescu                       | In duet cu Florin Apostol |
| 01.07.1989                | O floare pentru mai târziu         | Dan Verona                                  | Șerban Georgescu                    | Apare pe albumul de debut "FATA DRAGA" lansat in 1991 |
| 07.10.1989                | Ne cheamă marea                    | Aurel Storin                                | Șerban Georgescu                    | Mădălina Manole, Cătălin Crișan - voce (live Mamaia 89, apare pe ST-EDE 03623)                                                                                                   |
| 14.11.1989                | Puterea de a iubi                  | Dan Verona                                  | Șerban Georgescu                    | Apare pe albumul de debut "FATA DRAGA" lansat in 1991 |
| 13.12.1989                | Mâine, de la capăt                 | Dan Verona                                  | Șerban Georgescu                    | Apare pe albumul de debut "FATA DRAGA" lansat in 1991 |
| 1990                      | Vreau inima ta                     | Mihai Maximilian                            | Șerban Georgescu                    | In duet cu Daniel Iordachioaie (apare pe ST-EDE 04114) |
| 28.02.1990                | Marea cât dragostea noastră        | Aurel Storin                                | Șerban Georgescu                    | Apare pe albumul de debut "FATA DRAGA" lansat in 1991 |
| 19.03.1990                | Vreau inima ta                     | Mihai Maximilian                            | Șerban Georgescu                    | In duet cu Serban Georgescu (Apare pe albumul de debut "FATA DRAGA") |
| 30.10.1990                | Semn de dragoste                   |                                             | Șerban Georgescu                    | |
| 31.10.1990                | Vino, dragostea mea                | Aurel Storin                                | Șerban Georgescu                    | Apare pe albumul de debut "FATA DRAGA" lansat in 1991 |
| 23.04.1991                | Fată dragă                         | Aurel Felea                                 | Șerban Georgescu                    | Apare pe albumul de debut "FATA DRAGA" lansat in 1991 |
| 07.05.1991                | Iubirii nu-i spune, rămâi          | George Țărnea                               | Șerban Georgescu                    | Apare pe albumul de debut "FATA DRAGA" lansat in 1991 |
| 20.08.1991                | Rock-ul iubirii                    | Sașa Georgescu                              | Șerban Georgescu                    | Apare pe albumul de debut "FATA DRAGA" lansat in 1991 |
| 1991                      | E vina ta                          | Claudia Delean                              | Șerban Georgescu                    | In duet cu Adrian Daminescu (Apare pe albumul de debut "FATA DRAGA") |
| 29.06.1992                | Jucătorul de iubiri                | George Țărnea                               | Șerban Georgescu                    | Apare pe albumul "Ei si ce?" lansat in 08.07.1993 |
| 30.06.1992                | Când dansez cu tine                | Aurel Felea                                 | Șerban Georgescu                    | Apare pe albumul "Ei si ce?" lansat in 08.07.1993 |
| 07.09.1992                | Cântec pentru voi                  | George Țărnea                               | Madalina Manole                     | Apare pe albumul "Ei si ce?" lansat in 08.07.1993 |
| 05.03.1993                | Când dansez cu tine                | Aurel Felea                                 | Șerban Georgescu                    | Apare pe albumul "Ei si ce?" lansat in 08.07.1993 |
| 1993                      | Fără dragoastea ta                 | Aurel Felea                                 | Șerban Georgescu                    | Apare pe albumul "Ei si ce?" lansat in 08.07.1993 |
| 1993                      | Să nu mă minți                     | Aurel Felea                                 | Șerban Georgescu                    | Apare pe albumul "Ei si ce?" lansat in 08.07.1993 |
| 1993                      | Trăiască Rock-ul !                 | Aurel Storin                                | Șerban Georgescu                    | Apare pe albumul "Ei si ce?" lansat in 08.07.1993 |
| 1993                      | Ei Și Ce ?                         | Aurel Felea                                 | Șerban Georgescu                    | Apare pe albumul "Ei si ce?" lansat in 08.07.1993 |
| 1993                      | Te-am văzut, mi-ai plăcut          | George Țărnea                               | Șerban Georgescu                    | Apare pe albumul "Ei si ce?" lansat in 08.07.1993 |
| 1993                      | Vreau Să Te Uit                    | Roxana Popescu                              | Șerban Georgescu                    | Apare pe albumul "Ei si ce?" lansat in 08.07.1993 |
| 1994                      | Doi îndrăgostiți                   | Aurel Felea                                 | Șerban Georgescu                    | Ulterior muzica a fost folosita in 2005 pentru melodia "Cu iubirea mea" interpretata de Fuego.                                                                                   |
| decembrie 1994            | Colind                             | Madalina Manole                             | Mădălina Manole și Șerban Georgescu | Apare pe vinyl EDE 10811,albumul CD "Colindul colindelor" si abumul de colinde nelansat.                                                                                         |
| 1995                      | Trăiesc pentru tine                | Aurel Felea                                 | Șerban Georgescu                    | Apare pe albumul "trăiesc pentru tine" lansat in 22.02.1996 |
| 1995                      | Nu ești chiar un înger             | Aurel Felea                                 | Șerban Georgescu                    | Apare pe albumul "trăiesc pentru tine" lansat in 22.02.1996 |
| 1995                      | Nici nu mai cred că te-am iubit... | Roxana Popescu                              | Șerban Georgescu                    | Apare pe albumul "trăiesc pentru tine" lansat in 22.02.1996 |
| 1995                      | Într-un dans...                    | Georgeta Brașoveanu                         | Șerban Georgescu                    | Apare pe albumul "trăiesc pentru tine" lansat in 22.02.1996 |
| 1995                      | Viața în doi                       | Dan Verona                                  | Șerban Georgescu                    | Apare pe albumul "trăiesc pentru tine" lansat in 22.02.1996 |
| 1995                      | Dacă într-o buna zi                | Roxana Popescu                              | Șerban Georgescu                    | Apare pe albumul "trăiesc pentru tine" lansat in 22.02.1996 |
| 1995                      | E vina ta                          | Claudia Deleanu                             | Șerban Georgescu                    | Apare pe albumul "trăiesc pentru tine" lansat in 22.02.1996 |
| 1995                      | Nu-i un vis, e dragostea...        | Adina Chivulescu                            | Șerban Georgescu                    | Apare pe albumul "trăiesc pentru tine" lansat in 22.02.1996 |
| 1995                      | Știu, știu...                      | Aurel Felea                                 | Șerban Georgescu                    | Apare pe albumul "trăiesc pentru tine" lansat in 22.02.1996 |
| 1995                      | Cînd sînt cu tine                  | Dragoș Docan                                | Șerban Georgescu                    | Apare pe albumul "trăiesc pentru tine" lansat in 22.02.1996 |
| 1995                      | Unde ești, voi fi și eu            | George Mihalache                            | Șerban Georgescu                    | Apare pe albumul "trăiesc pentru tine" lansat in 22.02.1996 |
| 1996                      | Colaj Cântece De Petrecere         |                                             |                                     | In duet cu Maria Dragomiroiu (apare pe albumul "Cântece De Dor Și Of…") |
| 1996                      | Doi Voinici Din Valea Mare         |                                             |                                     | In duet cu Maria Dragomiroiu (apare pe albumul "Cântece De Dor Și Of…") |
| 1996                      | Colaj Muzică Ușoară                |                                             |                                     | In duet cu Maria Dragomiroiu (apare pe albumul "Cântece De Dor Și Of…") |
| 1996                      | Junga viselor                      | Eugen Mihăescu                              | Eugen Mihăescu                      | Apare pe compilatia "Romanian Stars" |
| 1996                      | Lumina iubirii                     | Angel Grigoriu                              | Ion Cristinoiu                      | Angela Similea, Mirabela Dauer, Dida Dragan, Elena Cârstea, Oana Sarbu, Madalina Manole, Crina Mardare, Daniel lordachioaie, Gabriel Cotabiță, Adrian Enache, Gabriel Dorobantu. |
| 1996                      | La multi ani!                      |                                             |                                     | In duet cu Maria Dragomiroiu |
| 1999                      | Cantec de paste                    |                                             |                                     | |
| februarie - martie 1997   | Lung e drumul Gorjului             |                                             |                                     | Apare pe albumul "Lină, Lină, Mădălină" lansat in 21.03.1997 |
| februarie - martie 1997   | Dii, Dii, Murgule Dii              |                                             |                                     | Apare pe albumul "Lină, Lină, Mădălină" lansat in 21.03.1997 |
| februarie - martie 1997   | Lelitã Ioanã                       |                                             |                                     | Apare pe albumul "Lină, Lină, Mădălină" lansat in 21.03.1997 |
| februarie - martie 1997   | Buna seara dragii mei              |                                             |                                     | Apare pe albumul "Lină, Lină, Mădălină" lansat in 21.03.1997 |
| februarie - martie 1997   | Mai tii minte, draga Marie         |                                             |                                     | Apare pe albumul "Lină, Lină, Mădălină" lansat in 21.03.1997 |
| februarie - martie 1997   | Bun e vinul ghiurghiuliu           |                                             |                                     | Apare pe albumul "Lină, Lină, Mădălină" lansat in 21.03.1997 |
| februarie - martie 1997   | Aseară vântul bătea                |                                             |                                     | Apare pe albumul "Lină, Lină, Mădălină" lansat in 21.03.1997 |
| februarie - martie 1997   | Ia uitați-vă feciori               |                                             |                                     | Apare pe albumul "Lină, Lină, Mădălină" lansat in 21.03.1997 |
| februarie - martie 1997   | Când eram pe Ialomița              |                                             |                                     | Apare pe albumul "Lină, Lină, Mădălină" lansat in 21.03.1997 |
| februarie - martie 1997   | Dodă, Dodă                         |                                             |                                     | Apare pe albumul "Lină, Lină, Mădălină" lansat in 21.03.1997 |
| februarie - martie 1997   | Așa-i hora pe la noi               |                                             |                                     | Apare pe albumul "Lină, Lină, Mădălină" lansat in 21.03.1997 |
| februarie - martie 1997   | Dar-ar naiba-n tine dragoste       |                                             |                                     | Apare pe albumul "Lină, Lină, Mădălină" lansat in 21.03.1997 |
| februarie - martie 1997   | Cine iubește Și lasă               |                                             |                                     | Apare pe albumul "Lină, Lină, Mădălină" lansat in 21.03.1997 |
| februarie - martie 1997   | Sus paharul, oameni dragi          | Dorel Manea                                 | Dorel Manea                         | Apare pe albumul "Lină, Lină, Mădălină" lansat in 21.03.1997 |
| noiembrie 97-februarie 98 | Cântă cu mine                      | Roxana Popescu                              | Șerban Georgescu                    | Apare pe albumul "Cântă cu mine" lansat in 1998 |
| noiembrie 97-februarie 98 | Și vei pleca                       | Roxana Popescu                              | Șerban Georgescu                    | Apare pe albumul "Cântă cu mine" lansat in 1998 |
| noiembrie 97-februarie 98 | Adio, plec la mama                 | Roxana Popescu                              | Șerban Georgescu                    | Apare pe albumul "Cântă cu mine" lansat in 1998 |
| noiembrie 97-februarie 98 | Fata din Nalindamar                | Roxana Popescu                              | Șerban Georgescu                    | Apare pe albumul "Cântă cu mine" lansat in 1998 |
| noiembrie 97-februarie 98 | Să vii și mâine-n discotecă        | Roxana Popescu                              | Șerban Georgescu                    | Apare pe albumul "Cântă cu mine" lansat in 1998. Muzica contine elemente regasite in piesa "Pentru tot ce iubim".                                                                |
| noiembrie 97-februarie 98 | Stai lângă mine, mamă              | Roxana Popescu                              | Șerban Georgescu                    | Apare pe albumul "Cântă cu mine" lansat in 1998 |
| noiembrie 97-februarie 98 | Dragoste de foc                    | Roxana Popescu                              | Șerban Georgescu                    | Apare pe albumul "Cântă cu mine" lansat in 1998 |
| noiembrie 97-februarie 98 | Prietene vals                      | Aurel Felea                                 | Șerban Georgescu                    | Apare pe albumul "Cântă cu mine" lansat in 1998 dar melodia a foat cantata pentru prima data la Festivalul Mamaia 1994.                                                          |
| noiembrie 97-februarie 98 | Totul e pe dos                     | Oana Ionescu                                | Ionel Tudor                         | Apare pe albumul "Cântă cu mine" lansat in 1998 |
| noiembrie 97-februarie 98 | Speram să fii gelos                | Roxana Popescu                              | Șerban Georgescu                    | Apare pe albumul "Cântă cu mine" lansat in 1998 |
| noiembrie 97-februarie 98 | Nu-mi pasă                         | Dragoș Docan                                | Dragoș Docan                        | Apare pe albumul "Cântă cu mine" lansat in 1998 |
| noiembrie 97-februarie 98 | Mă cheamă Mădălina                 | Aurel Felea                                 | Șerban Georgescu                    | Apare pe albumul "Cântă cu mine" lansat in 1998 |
| 1998                      | Iubite Moș Crăciun                 | CHISELET POPESCU DUMITRU                    | Mădălina Manole și Șerban Georgescu | |
| 1998                      | Copiii, Speranța Noastră           | Dan Verona                                  | Victor Socaciu                      | Adrian Daminescu, Anca Țurcașiu, Aetka*, Carmen Trandafir, Gheorghe Gheorghiu, Mădălina Manole                                                                                   |
| 2000                      | Fata draga feat Costi (Ex-Valahia) | Aurel Felea, Cristi Ghena                   | Șerban Georgescu                    | Apare pe albumul "Dulce de tot" lansat in 20.07.2000 |
| 2000                      | Da, te iubesc                      | Roxana Popescu                              | Șerban Georgescu                    | Apare pe albumul "Dulce de tot" lansat in 20.07.2000 |
| 2000                      | As da orice                        | Roxana Popescu                              | Șerban Georgescu                    | Apare pe albumul "Dulce de tot" lansat in 20.07.2000 |
| 2000                      | Când sunt cu tine                  | Dragos Docan                                | Șerban Georgescu                    | Apare pe albumul "Dulce de tot" lansat in 20.07.2000 |
| 2000                      | Vecinii                            | Roxana Popescu                              | Șerban Georgescu                    | Apare pe albumul "Dulce de tot" lansat in 20.07.2000 |
| 2000                      | Te-am vazut, mi-ai placut          | George Țărnea                               | Șerban Georgescu                    | Apare pe albumul "Dulce de tot" lansat in 20.07.2000 |
| 2000                      | Aș Da Orice (Remix)                | Roxana Popescu                              | Șerban Georgescu                    | Apare pe albumul "Dulce de tot" lansat in 20.07.2000 |
| 2000                      | Nici nu mai cred ca te-am iubit    | Roxana Popescu                              | Șerban Georgescu                    | Apare pe albumul "Dulce de tot" lansat in 20.07.2000 |
| 2000                      | Tu n-ai avut curaj                 | Roxana Popescu                              | Șerban Georgescu                    | Apare pe albumul "Dulce de tot" lansat in 20.07.2000 |
| 2000                      | Mi-e dor de tine                   | Roxana Popescu                              | Șerban Georgescu                    | Apare pe albumul "Dulce de tot" lansat in 20.07.2000 |
| 2000                      | Un baiat minunat                   | Roxana Popescu                              | Șerban Georgescu                    | Apare pe albumul "Dulce de tot" lansat in 20.07.2000 |
| 2001                      | Dacă esti langa mine               | Roxana Popescu                              | Șerban Georgescu                    | Live la Mamaia 2001 secțiunea “Creație – Prime audiții” (Ulterior, piesa revine Andrei care o publică in anul 2005 pe albumul "Ramai Cu Mine")                                   |
| 2001                      | A fost iubire                      | Roxana Popescu                              | Madalina Manole                     | Apare pe albumul "A Fost (va fi) Iubire" lansat in 22.05.2003 |
| 2002                      | Cine esti tu?                      | Roxana Popescu                              | Madalina Manole                     | Apare pe albumul "A Fost (va fi) Iubire" lansat in 22.05.2003 |
| 2002                      | Fata visurilor tale                | Roxana Popescu                              | Madalina Manole                     | Apare pe albumul "A Fost (va fi) Iubire" lansat in 22.05.2003 |
| 2002                      | Cântec pentru tine (Pentru C.)     | Roxana Popescu                              | Madalina Manole                     | Apare pe albumul "A Fost (va fi) Iubire" lansat in 22.05.2003 |
| 2002                      | Omul sufletului meu                | Roxana Popescu                              | Madalina Manole                     | Apare pe albumul "A Fost (va fi) Iubire" lansat in 22.05.2003 |
| 2002                      | Povești de dragoste                | Roxana Popescu                              | Madalina Manole                     | Apare pe albumul "A Fost (va fi) Iubire" lansat in 22.05.2003 |
| 2002                      | A fost iubire (Remix)              | Roxana Popescu                              | Madalina Manole                     | Apare pe albumul "A Fost (va fi) Iubire" lansat in 22.05.2003 |
| 2002                      | Un dans                            | Roxana Popescu                              | Madalina Manole                     | Apare pe albumul "A Fost (va fi) Iubire" lansat in 22.05.2003 |
| 2002                      | Nu mă cunoști                      | Roxana Popescu                              | Madalina Manole                     | Apare pe albumul "A Fost (va fi) Iubire" lansat in 22.05.2003 |
| 2002                      | Trăiește clipa!                    | Roxana Popescu                              | Madalina Manole                     | Apare pe albumul "A Fost (va fi) Iubire" lansat in 22.05.2003 |
| 2002                      | Să mă păstrezi, orice-ar fi        | Marian Stere                                | Mihai Vanica                        | Apare pe albume de Best Of lansate de Marian Stere si Mihai Vanica |
| 2003                      | Viața e frumoasă lângă tine        | Roxana Popescu                              | Madalina Manole                     | Apare pe albumul "09 Mădălina Manole" lansat in 19.02.2010 |
| 2004                      | E spectacol                        | Roxana Popescu                              | Madalina Manole                     | Apare pe albumul "09 Mădălina Manole" lansat in 19.02.2010 |
| 2005                      | Cu tine                            | Andreea Andrei                              | Madalina Manole                     | Apare pe albumul "09 Mădălina Manole" lansat in 19.02.2010 |
| 2005                      | Love you allright                  | Bogdan Hladiuc                              | Mircea Petru                        | Apare pe albumul "09 Mădălina Manole" lansat in 19.02.2010 |
| 2005                      | Sunt Îndrăgostită                  | Roxana Popescu                              | Alex Ionescu, Mircea Petru          | Apare pe albumul "09 Mădălina Manole" lansat in 19.02.2010 |
| 2005                      | Omul sufletului meu                | Roxana Popescu                              | Madalina Manole                     | Apare pe albumul "09 Mădălina Manole" lansat in 19.02.2010 |
| 2005                      | Marea dragoste                     | Roxana Popescu                              | Mircea Petru, Madalina Manole       | Apare pe albumul "09 Mădălina Manole" lansat in 19.02.2010 |
| 2005                      | Suflet gol                         | Roxana Popescu                              | Mircea Petru                        | Apare pe albumul "09 Mădălina Manole" lansat in 19.02.2010 |
| 2005                      | Loving my baby                     | Bogdan Hladiuc                              | Mircea Petru                        | Apare pe albumul "09 Mădălina Manole" lansat in 19.02.2010 |
| 2005                      | Cineva chiar te iubește            | Roxana Popescu                              | Mircea Petru                        | Apare pe albumul "09 Mădălina Manole" lansat in 19.02.2010 |
| 2005                      | A Fost Iubire                      | Roxana Popescu                              | Madalina Manole                     | Apare pe albumul "09 Mădălina Manole" lansat in 19.02.2010 |
| 2005                      | Without You                        | Bogdan Hladiuc                              | Mircea Petru                        | Apare pe albumul "09 Mădălina Manole" lansat in 19.02.2010 |
| 2005                      | Dusty dreams                       |                                             |                                     | |
| 2006                      | Iarna asta                         |                                             |                                     | Apare pe un album nelansat numit "Crăciun Fericit" |
| 2006                      | Colindăm, colindăm!                |                                             |                                     | Apare pe un album nelansat numit "Crăciun Fericit" |
| 2006                      | Silver Bells                       |                                             |                                     | Apare pe un album promo numit "Ultimul Crăciun Singuri!" si ulterior, cel mai probabil pe albumul nelansat "Crăciun Fericit"                                                     |
| 2006                      | Joy to the World                   |                                             |                                     | Apare pe un album promo numit "Ultimul Crăciun Singuri!" si ulterior, cel mai probabil pe albumul nelansat "Crăciun Fericit"                                                     |
| 2006                      | White Christmas                    |                                             |                                     | Apare pe un album promo numit "Ultimul Crăciun Singuri!" si ulterior, cel mai probabil pe albumul nelansat "Crăciun Fericit"                                                     |
| 2006                      | Let It Snow                        |                                             |                                     | Apare pe un album promo numit "Ultimul Crăciun Singuri!" si ulterior, cel mai probabil pe albumul nelansat "Crăciun Fericit"                                                     |
| 2006                      | Silent Night                       |                                             |                                     | Apare pe un album promo numit "Ultimul Crăciun Singuri!" si ulterior, cel mai probabil pe albumul nelansat "Crăciun Fericit"                                                     |
| 2006                      | O Holy Night                       |                                             |                                     | Apare pe un album promo numit "Ultimul Crăciun Singuri!" si ulterior, cel mai probabil pe albumul nelansat "Crăciun Fericit"                                                     |
| 2006                      | Feliz Navidad                      |                                             |                                     | Apare pe un album promo numit "Ultimul Crăciun Singuri!" si ulterior, cel mai probabil pe albumul nelansat "Crăciun Fericit"                                                     |
| 2006                      | Santa Claus Is Comin' To Town      |                                             |                                     | Apare pe un album promo numit "Ultimul Crăciun Singuri!" si ulterior, cel mai probabil pe albumul nelansat "Crăciun Fericit"                                                     |
| 2006                      | Frosty the Snowman                 |                                             |                                     | Apare pe un album promo numit "Ultimul Crăciun Singuri!" si ulterior, cel mai probabil pe albumul nelansat "Crăciun Fericit"                                                     |
| 2006                      | Astăzi s-a născut Hristos!         |                                             |                                     | Apare pe un album promo numit "Ultimul Crăciun Singuri!" si ulterior, cel mai probabil pe albumul nelansat "Crăciun Fericit"                                                     |
| 2006                      | Jingle Bells                       |                                             |                                     | Apare pe un album promo numit "Ultimul Crăciun Singuri!" si ulterior, cel mai probabil pe albumul nelansat "Crăciun Fericit"                                                     |
| 2006                      | Ninge                              |                                             |                                     | Apare pe un album nelansat numit "Crăciun Fericit" |
| 2009                      | Cioara                             | Liliana Ștefan                              | Liliana Ștefan                      | Apare pe albumul "Cutiuța Muzicală 8" lansat in 13.12.2009 |
| 2009                      | Acum e toamnă, da                  | Folclor                                     | Grigore Teodosiu                    | Apare pe albumul "Cutiuța Muzicală 8" lansat in 13.12.2009 |
| 2009                      | Cățelușul Aiurel                   | Liliana Ștefan                              | Liliana Ștefan                      | Apare pe albumul "Cutiuța Muzicală 8" lansat in 13.12.2009 |
| 2009                      | Licuriciul                         | Elena Farago                                | Ștefan Andronic                     | Apare pe albumul "Cutiuța Muzicală 8" lansat in 13.12.2009 |
| 2009                      | Potcovarul                         | Folclor                                     | P. Tipordei                         | Apare pe albumul "Cutiuța Muzicală 8" lansat in 13.12.2009 |
| 2009                      | Vioara                             | P. Tipordei                                 | P. Tipordei                         | Apare pe albumul "Cutiuța Muzicală 8" lansat in 13.12.2009 |
| 2009                      | De ziua ta, mămico                 | Folclor                                     | Folclor                             | Apare pe albumul "Cutiuța Muzicală 8" lansat in 13.12.2009 |
| 2018                      | Cine iubește Și Lasă               | Folclor                                     | Argatu'                             | Apare pe albumul "Culese din Cartier Vol.IV" lansat in 20.10.2018 |

### Albume
- 1991 – Fată dragă, Electrecord
- 1993 – Ei și ce?, Electrecord
- 1994 – Happy New Year, Electrecord
- 1995 – The Best of Mădălina Manole, Electrecord
- 1996 – Trăiesc pentru tine, Roton Music
- 1997 – Lină, lină, Mădălină, Zone Records Polygram
- 1998 – Cântă cu mine, Zone Records Polygram
- 2000 – Dulce de tot, Nova Music Entertainment BMG
- 2003 – A fost (va fi) iubire, CD Press
- 2010 – 09 Mădălina Manole, MediaPro Music
- 2010 – Dulce de tot, Nova Music Entertainment BMG, distribuit împreună cu ziarul Libertatea, 19 iulie 2010

### Compilații proprii
- 1996 – The Best of Mădălina Manole, MC, Metropol Music
- 2010 – Fată dragă, CD, EuroMusic Cluj-Napoca, distribuit împreună cu revista Taifasuri, nr. 280, 21 iulie 2010

### Compilații împreună cu alți artiști
- 1988 – Puterea dragostei, LP, Electrecord — „Un om sentimental”
- 1988 – Mamaia ’88, LP, Electrecord — „Un om sentimental”
- 1990 – Mamaia ’90, LP, Electrecord — „Vino, dragostea mea”
- 1992 – 10 Top ’91, LP, Electrecord — „Vreau inima ta”
- 1994 – Doar pentru voi, MC, Roton Music — „Când dansez cu tine”, „Vino, dragostea mea”
- 1996 – Romanian Stars, MC, East&Art — „Jungla viselor”
- 1998 – Pop Top Romania – Vol. 2, MC, Roton Music — „Nici nu mai cred că te-am iubit”
- 1998 – Vai, ce bună-i fata asta... – Dragoș Docan, MC, Electrecord — „Nu-ți pierde curajul”
- 1998 – Colindul colindelor, MC, Electrecord — „Colind”

Surse:
Alternative pop-dance, Daniela Caraman-Fotea, Titus Andrei, www.madalina.ro,